# Stijve moerasweegbree
Stijve moerasweegbree (Baldellia ranunculoides subsp. ranunculoides) is een lid van de waterweegbreefamilie. Er zijn twee ondersoorten van Baldellia ranunculoides, de stijve moerasweegbree en de kruipende moerasweegbree (Baldellia ranunculoides subsp. repens). Het opvallendste verschil tussen deze twee is dat de ondersoort ranunculoides rechtopstaande stengels heeft en de ondersoort repens kruipende.
De soort staat op de Nederlandse Rode Lijst van planten als bedreigd en zeldzaam. Sinds 1950 is het voorkomen zeer sterk achteruitgegaan (75–100%). Voor monitoring in het kader van Natura 2000 wordt de plant als indicatorsoort aangemerkt als typische soort.

## Beschrijving

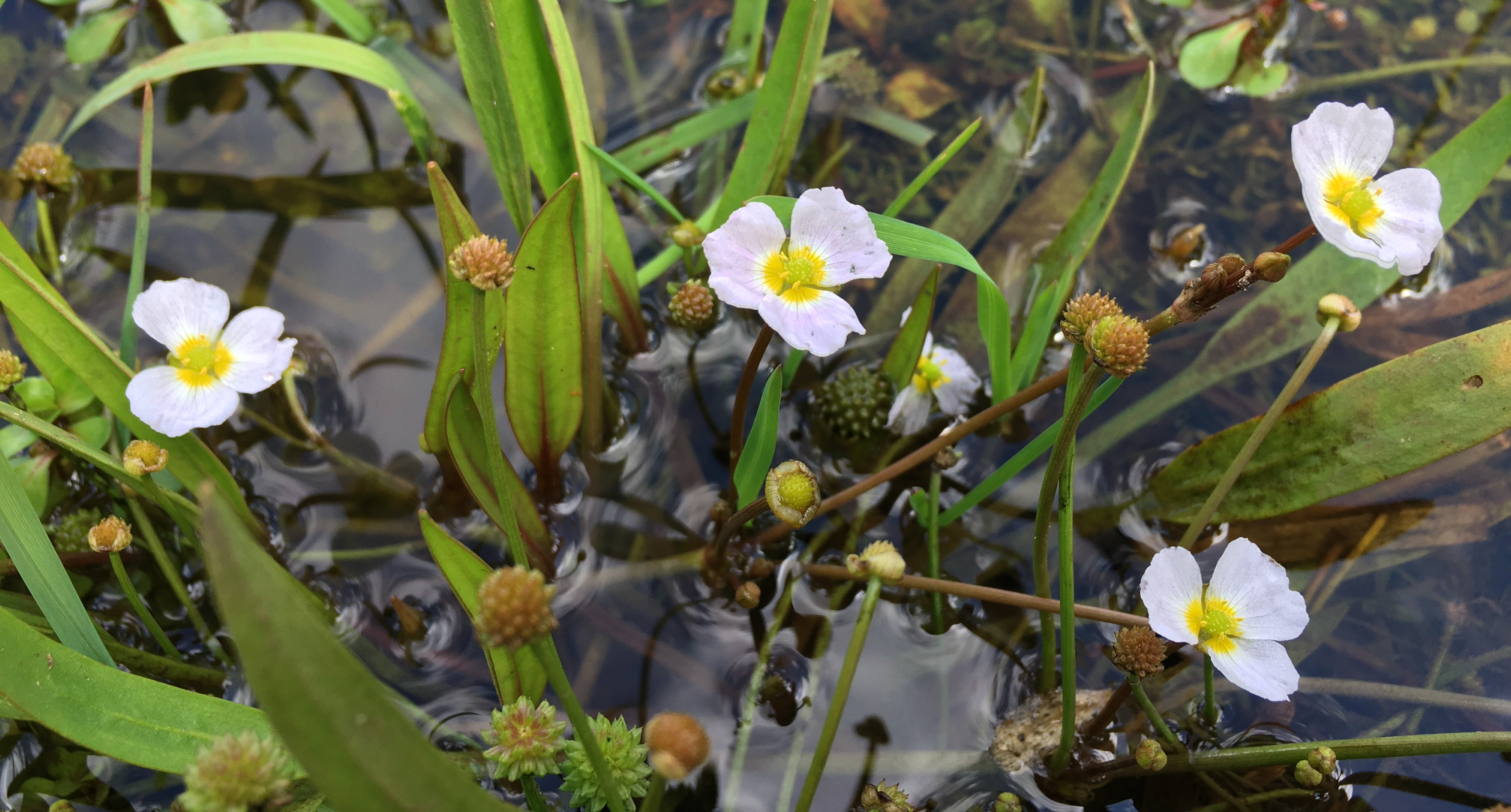
Close-up van stijve moerasweegbree in bloei.

Stijve moerasweegbree wordt 5–50 cm hoog. De soort bloeit met witte of paarse bloemen in juni tot en met september. Het is een waterplant (hydrofyt). Het geslacht is te onderscheiden door de karakteristieke wantsengeur bij kneuzing.

## Ecologie
De plant groeit op open, zonnige, periodiek overstroomde, meso-oligotrofe tot mesotrofe, soms zelfs iets brakke, al of niet (zwak) humeuze, zeer fosfaatarme, meestal zure maar soms ook kalkhoudende zand- en leembodems, soms op kattenklei. De plant kan ook blijvend onder water staan en vormt dan atypische, ongesteelde lijnvormige bladeren. Het is een lichtminnaar die groeit in moerassen en in en aan randen van allerlei wateren die zowel van natuurlijke als kunstmatige oorsprong kunnen zijn.

## Verspreiding
De atlantische soort komt noordelijk voor tot in Zuid-Scandinavië en Schotland en komt in Nederland vooral voor in de Pleistocene streken en in de duinen. De zeer sterke achteruitgang is te wijten aan grondwaterwinning en toegenomen eutrofiëring. De plant is schaduwgevoelig, verdraagt maandenlang droogvallen van haar standplaats maar bezit weinig concurrentiekracht. Insectenbezoek is schaars en naast kruisbestuiving vindt vooral zelfbestuiving plaats. De zaden worden door water of vogels verspreid.